# Style roman richardsonien

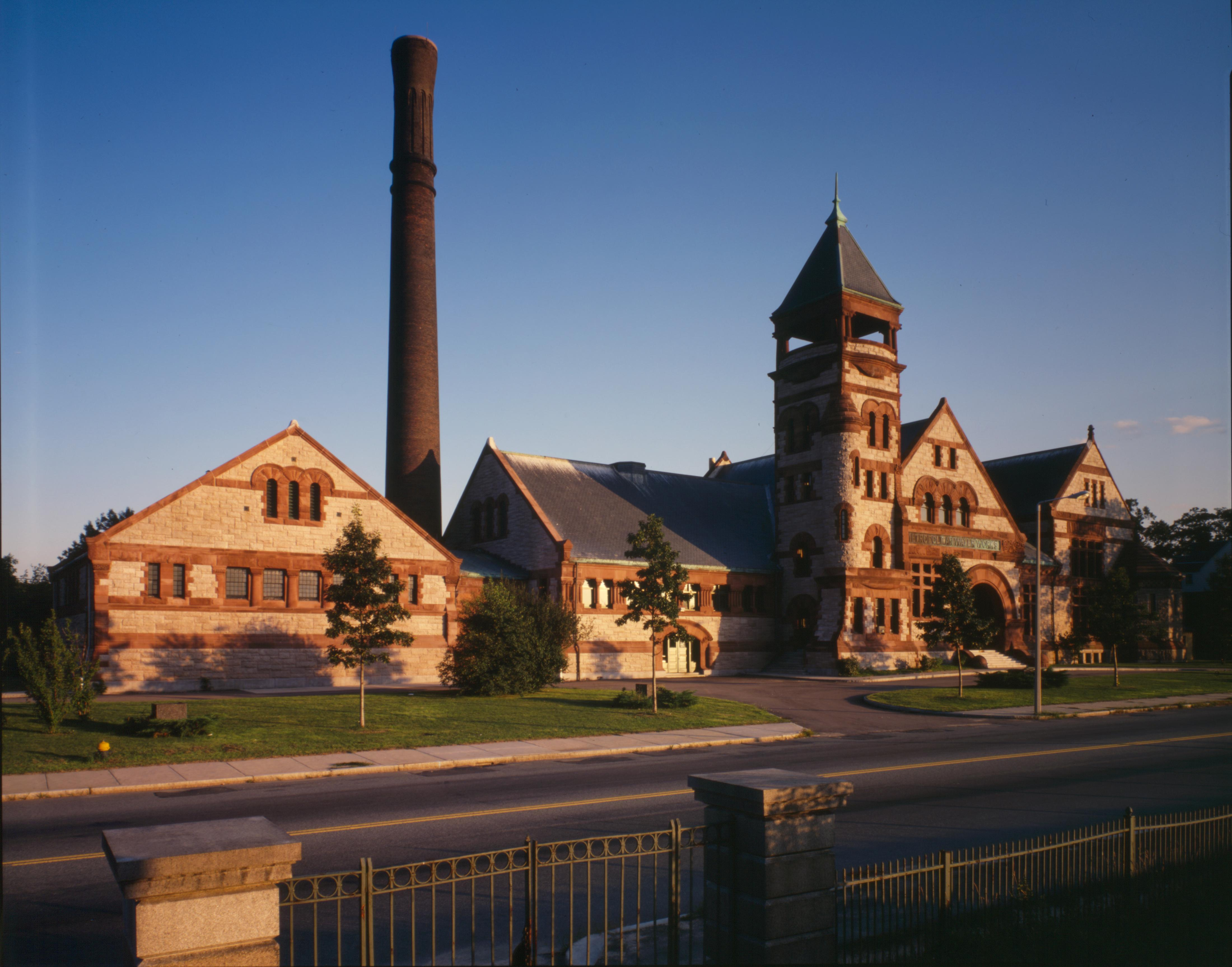
Bâtiment de service de la compagnie des eaux de Chestnut Hill sur Beacon Street à Boston dans le Massachusetts, construit par Arthur H. Vinal en 1887

Le style roman richardsonien est un style de l'architecture américaine historiciste tirant son nom de l'architecte américain Henry Hobson Richardson dont le Trinity Church (1872-77) à Boston est considérée comme l'œuvre maîtresse.

## Origines du style
Cet éclectisme néoroman d'inspiration très libre réutilise des caractéristiques de l'architecture romane française, espagnole et italienne des XIe et XIIe siècles. Il met en valeur les masses, les voûtes romanes en berceau, souvent soutenues par de courtes colonnes, des entrées dans un renfoncement, des bossages riches et variés, des bandeaux sur les murs jouant avec les bandes de fenêtres et des tours cylindriques engagées dans les volumes des bâtiments et coiffées de toits coniques.
Le style personnifie le travail d'une génération d'architectes actifs durant les années 1880 — avant l'influence des Beaux-Arts — comme Josiah Cleaveland Cady de Cady, Bird and See à New York dont l'American Museum of Natural History sur la 77e rue représente la quintessence du style roman richardsonien. Parmi les adeptes de ce style qui ont suivi les proportions, les masses et les détails de Richardson, nombreux sont ceux qui ont travaillé dans son agence, comme Wadsworth Longfellow et Frank Alden (Longfellow, Alden & Harlow de Boston et Pittsburgh), George Foster Shepley et Charles Coolidge (Shepley, Rutan & Coolidge de Boston) ou Herbert Burdett (Marling & Burdett de Buffalo). Ce style influencera l'École de Chicago et des architectes comme Louis Sullivan et Frank Lloyd Wright. En Finlande, le travail d'Eliel Saarinen fut aussi influencé par Richardson.

## Dispersion
Les recherches sont en cours pour essayer de documenter la dissémination du mouvement vers l'ouest par les artisans, pour beaucoup immigrants italiens ou irlandais, et qui ont bâti des édifices dans la tradition romane de Richardson. C'est à l'est, à et autour de Boston, que ce style naquit. Mais alors qu'il commençait à s'estomper dans sa zone d'origine, il se développa dans  les États de l'ouest. Il semblerait par conséquent que les maçons et sculpteurs de pierre ayant œuvré dans le style roman richardsonien l'aient propagé vers l'ouest, jusqu'à ce qu'il s'éteigne au début du XXe siècle.
Par exemple quatre petites banques furent construire dans un style roman richardsonien dans le comté d'Osage dans l'Oklahoma entre 1904 et 1911.

## Images
Pour des illustrations des œuvres produites par Richardson et plus de détails voir Henry Hobson Richardson.
Aucun de ces bâtiments n'a été dessiné par Richardson. Ils illustrent cependant l'importance de son influence sur l'évolution de l'architecture nord-américaine de 1885 à 1905.

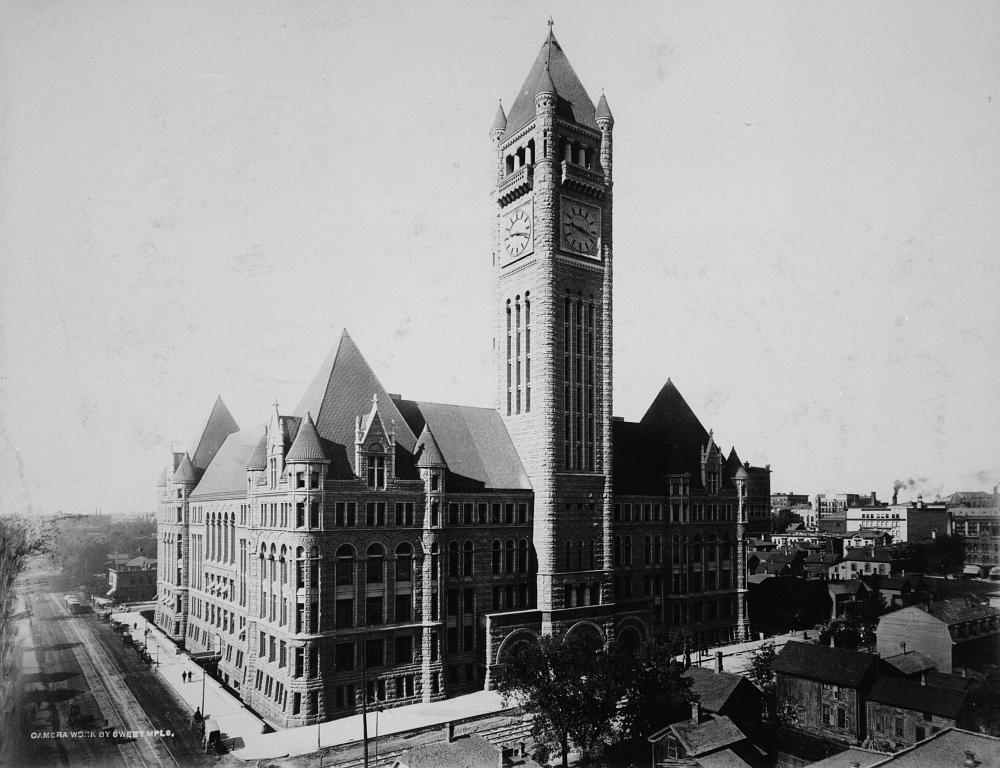
Hôtel de ville de Minneapolis construit par Franklin Bidwell et Frederick G. Kees, terminé en 1906
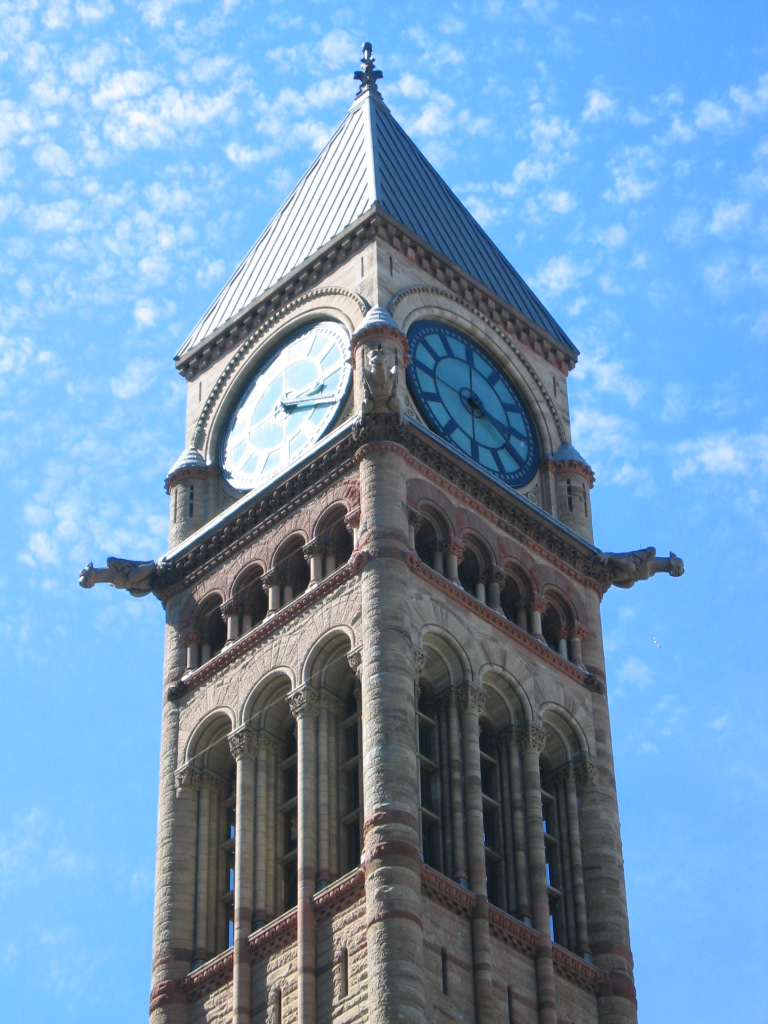
Tour de l'horloge du vieil hôtel de ville de Toronto, construit par Edward James Lennox en 1889-99 : arcades et bossages en grès brun
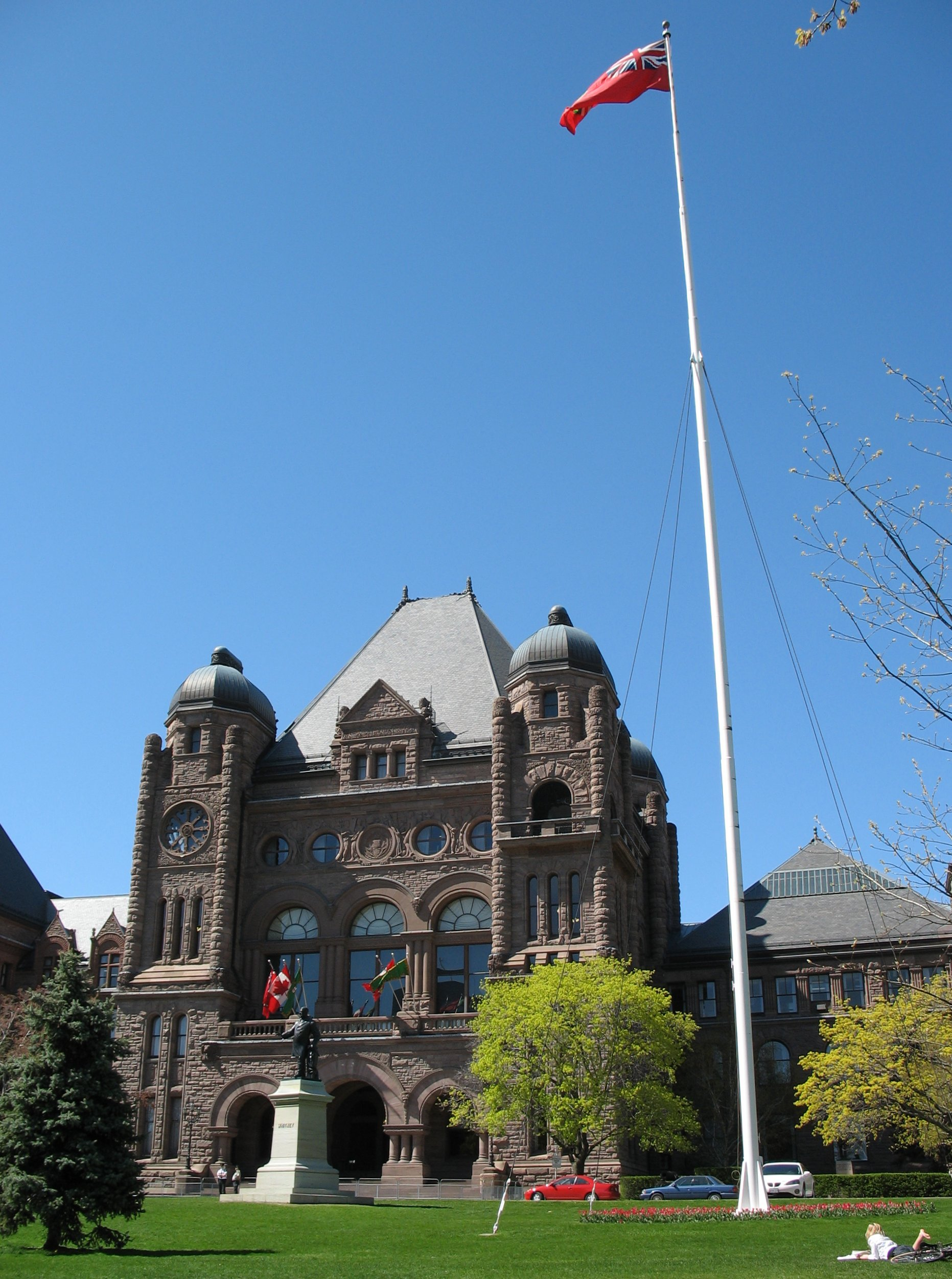
Édifice de l'Assemblée législative de l'Ontario à Toronto
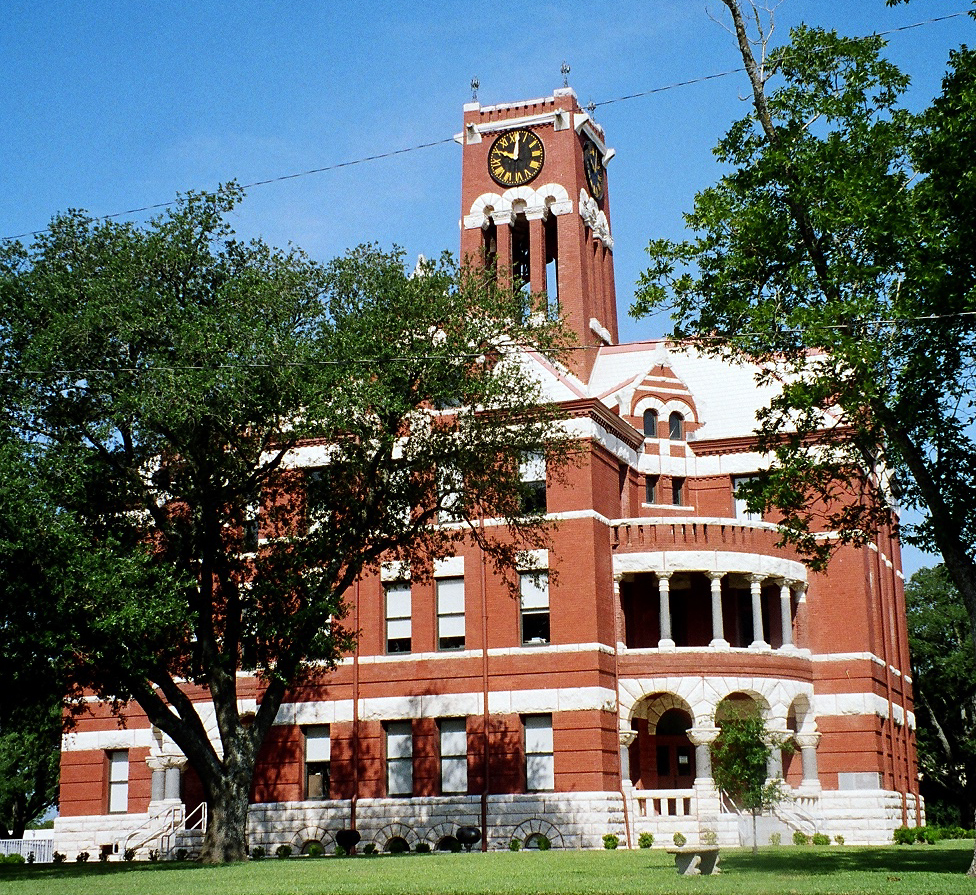
Le palais de justice du comté de Lee au Texas, construit en 1899 : quelques touches romanes appliquées à une architecture sans un style vraiment affirmé
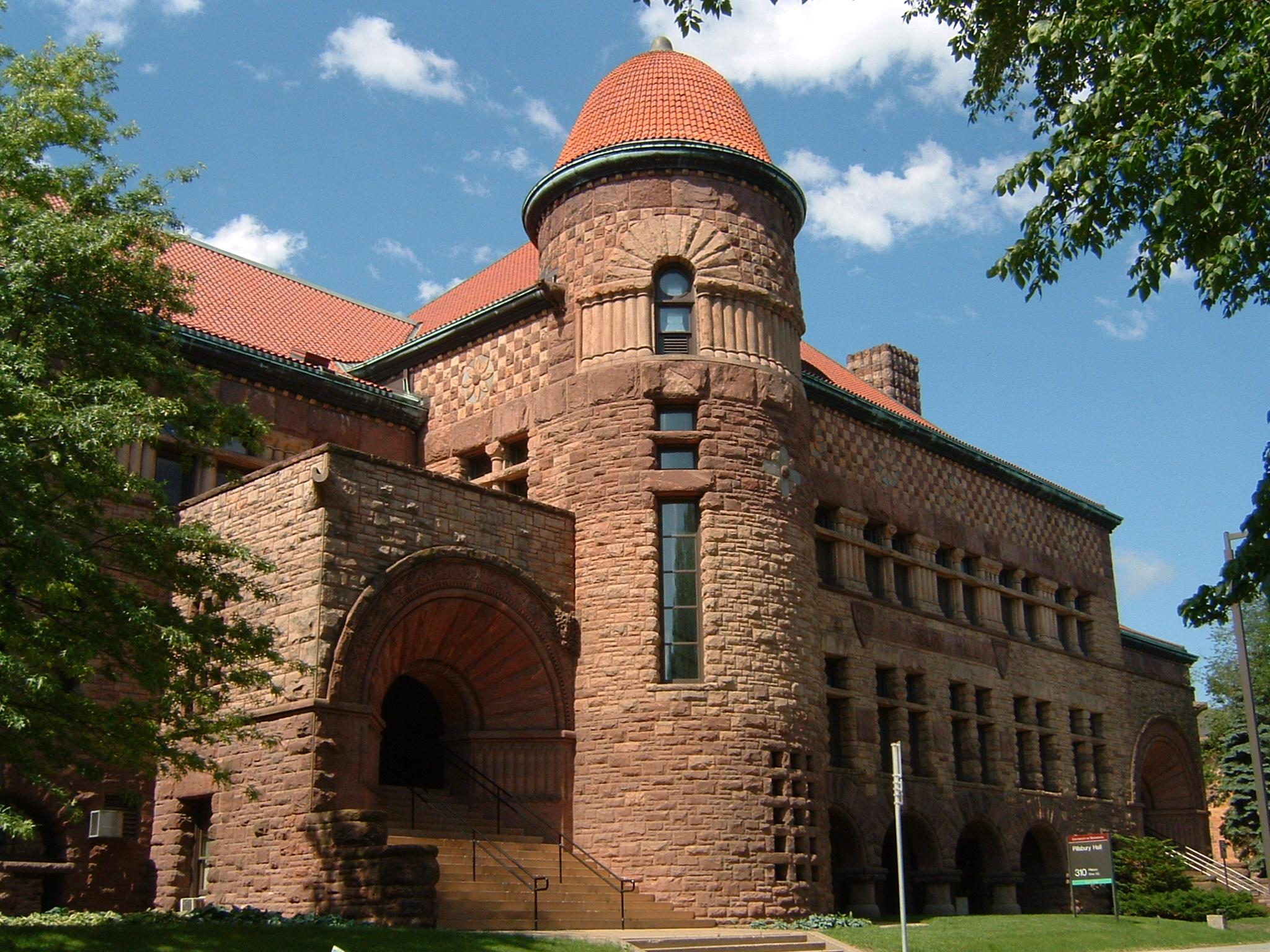
Hall Pillsbury de l'université du Minnesota – campus de Minneapolis, construit par LeRoy Buffington et Harvey Ellis en 1887
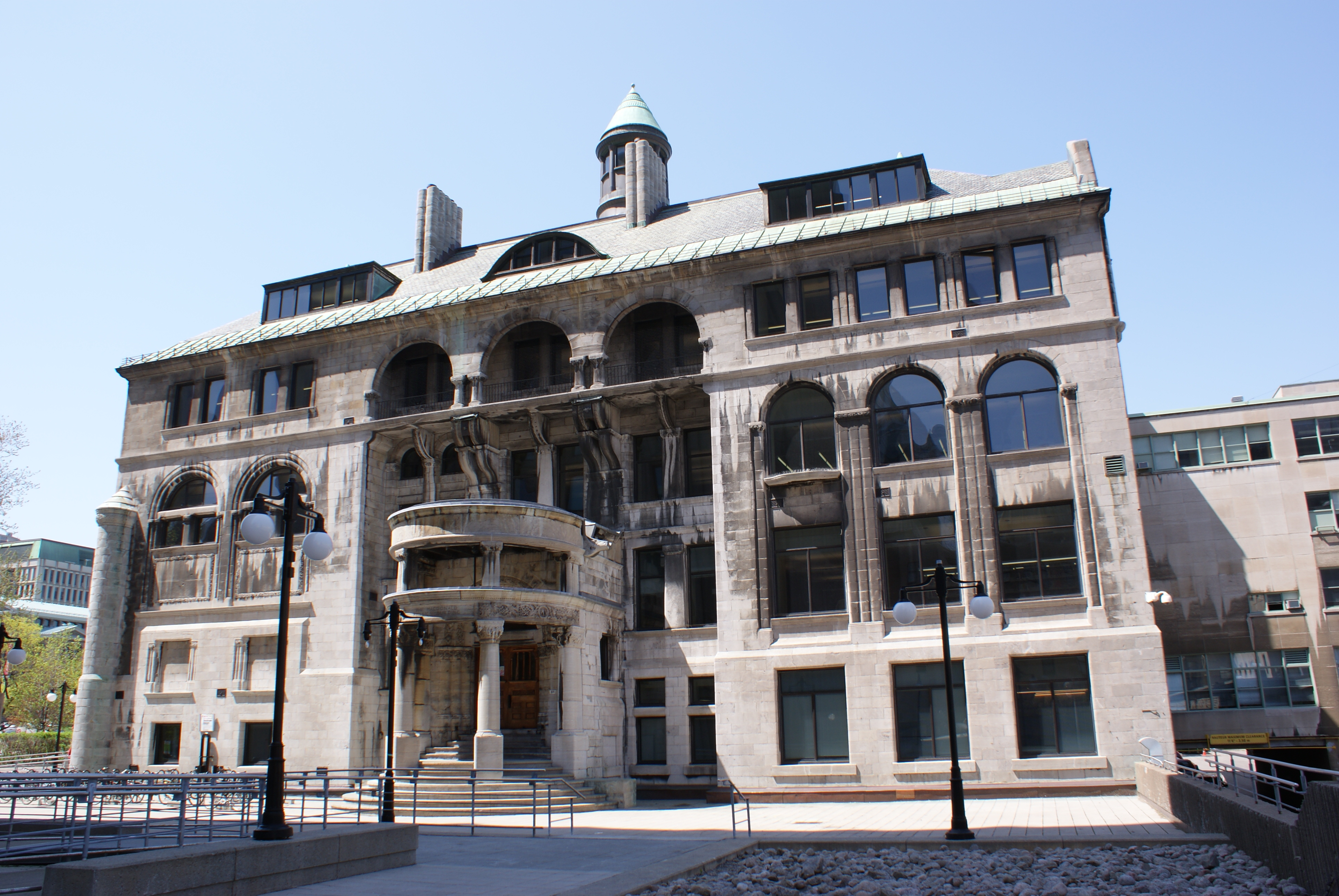
Bibliothèque Macdonald-Stewart de l'université McGill, terminée par Sid Andrew Taylor en 1893
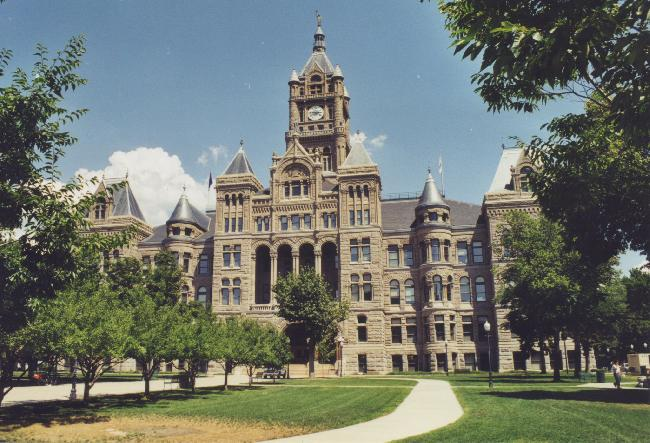
Le bâtiment de la ville et du comté de Salt Lake dans Utah, construit par Monheim, Bird et Proudfoot en 1894
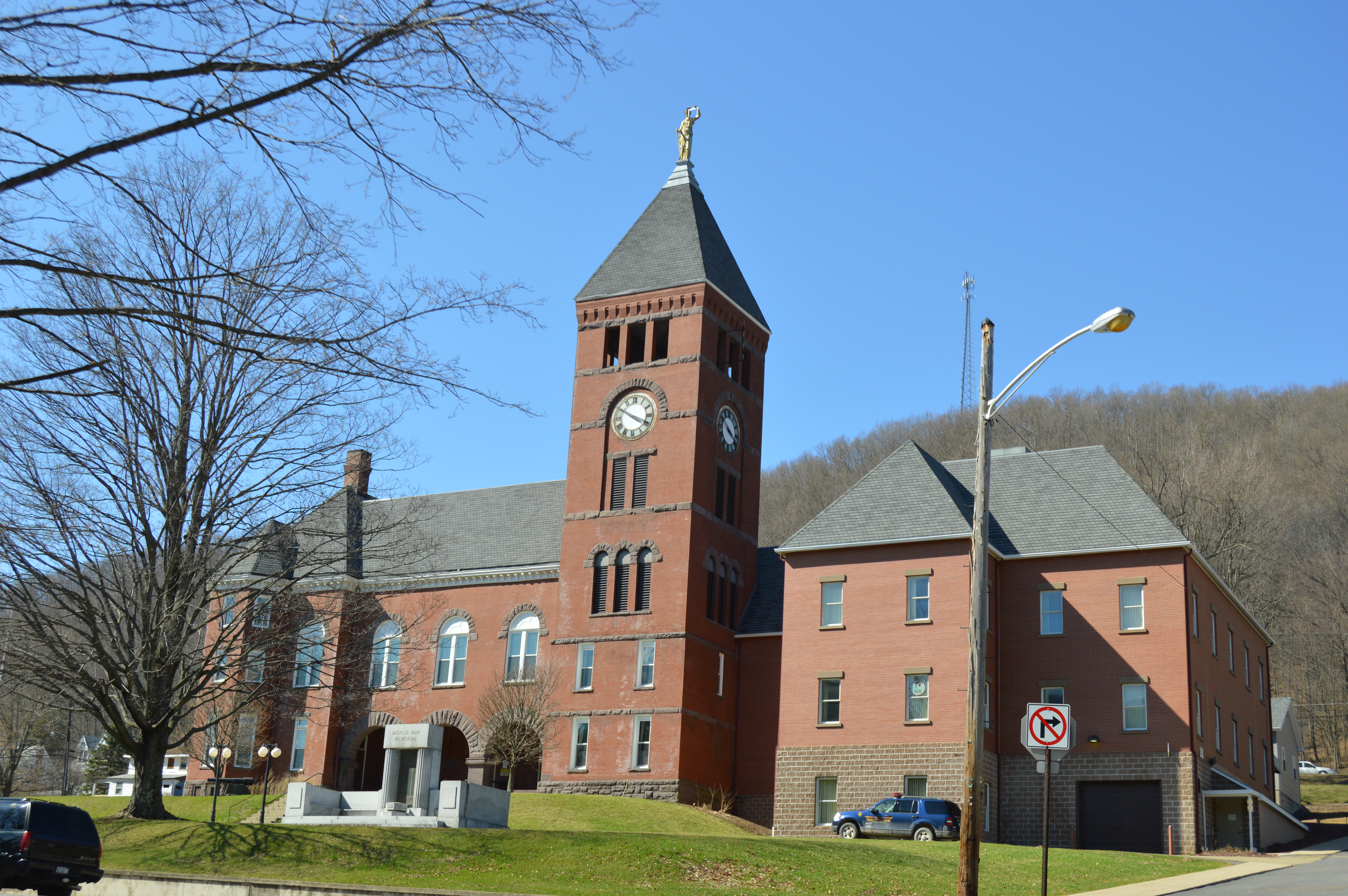
Palais de justice du comté de Cameron, en Pennsylvanie, construit en 1890.
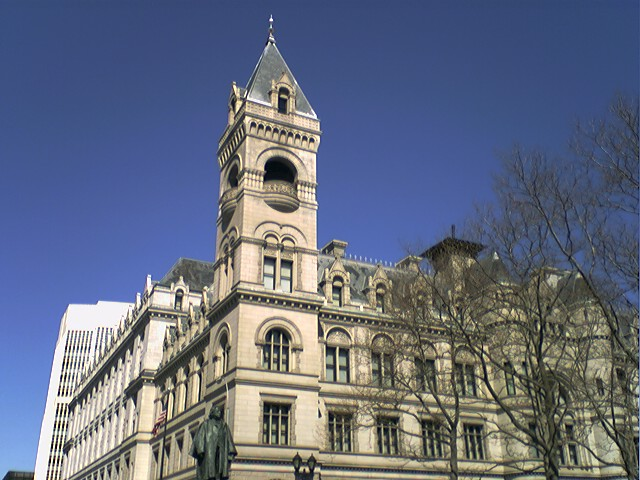
Poste centrale de Brooklyn, sur Cadman Plaza, construite par Mifflin E. Bell entre 1885-91
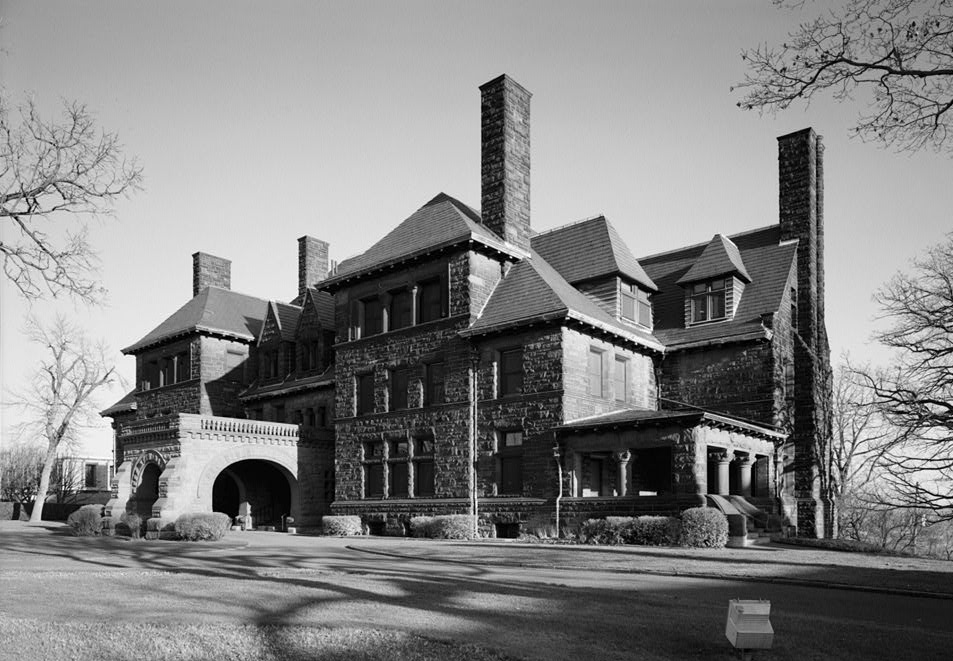
Villa James J. Hill au 240 Summit Avenue à Saint Paul dans le Minnesota, construite par Peabody & Stearns, et Mark Fitzpatrick en 1891
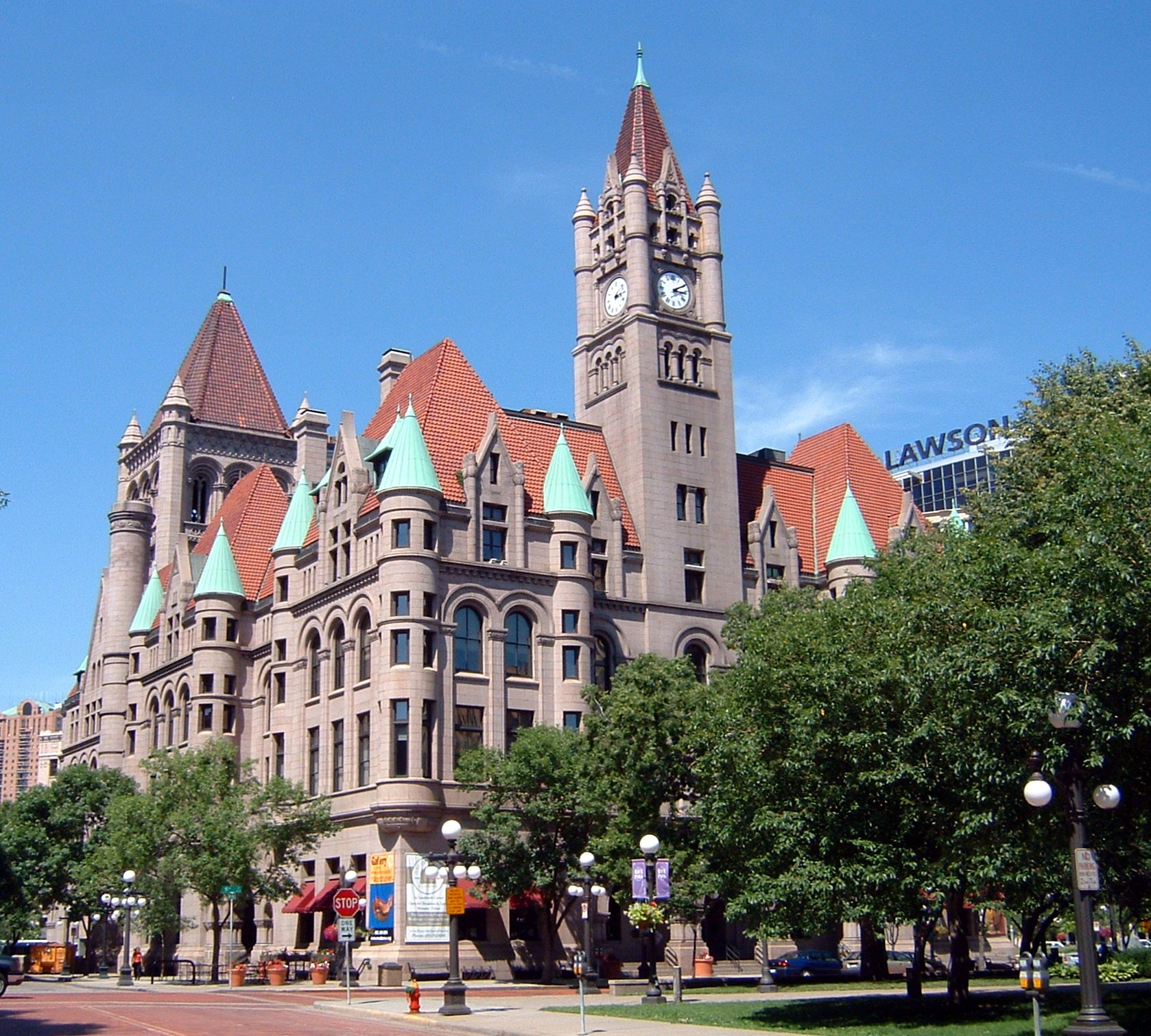
Ancienne cour fédérale du Minnesota à Saint Paul, aujourd'hui le Landmark Center, construite en 1901
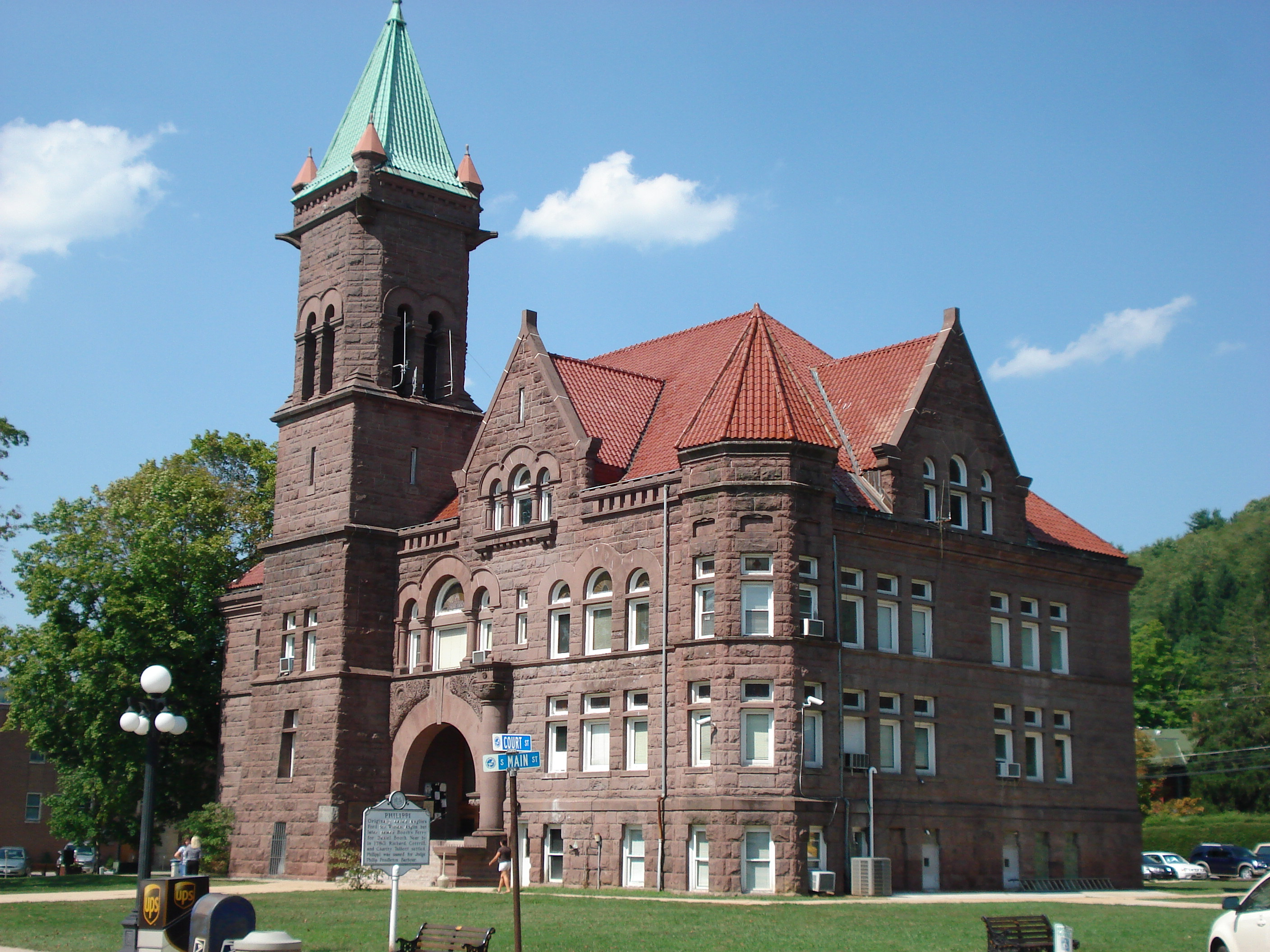
Palais de justice du comté de Barbour à Philippi en Virginie-Occidentale, construit en 1905
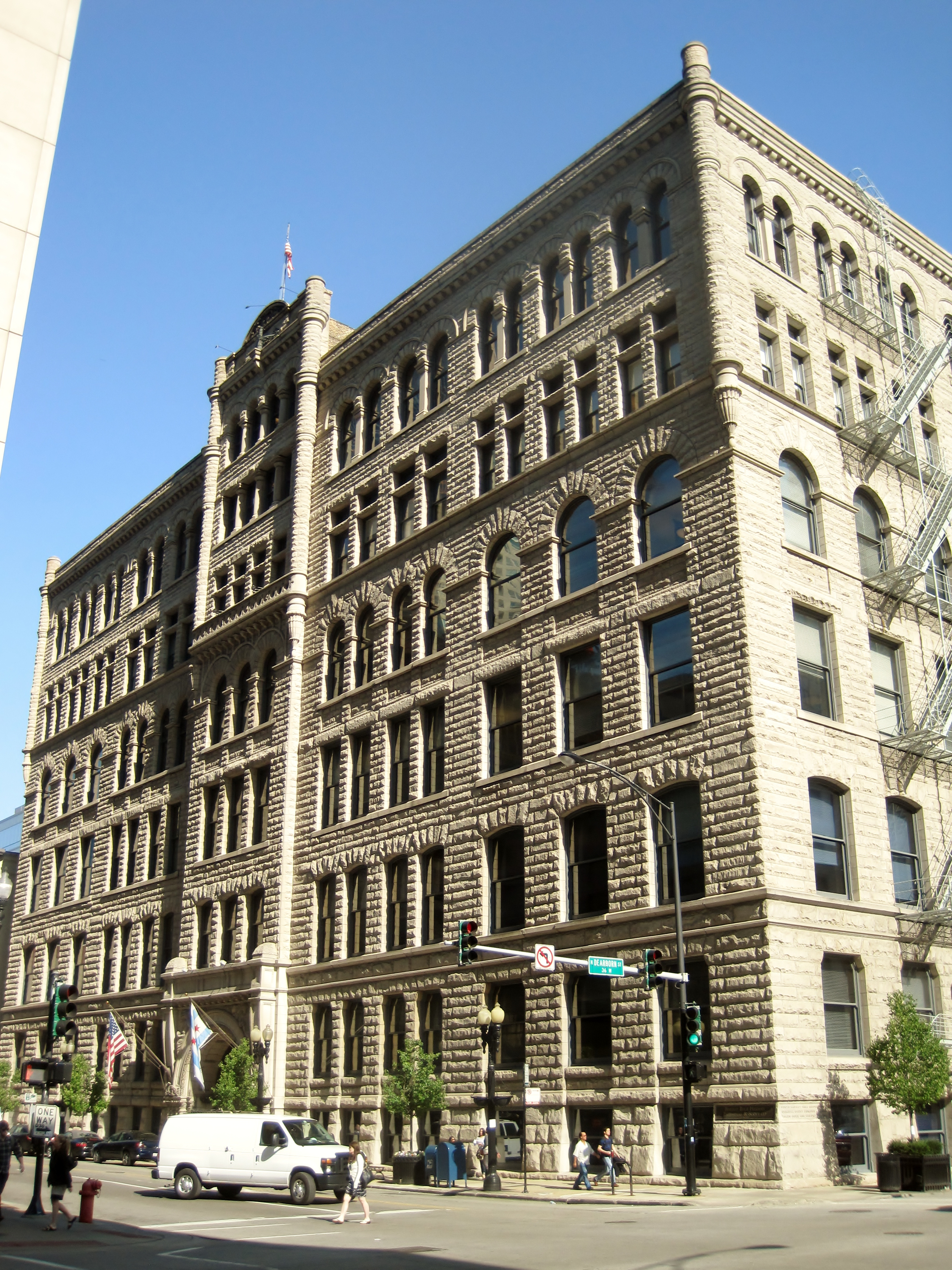
Ancien palais de justice du Courthouse Place à Chicago, construit en 1893
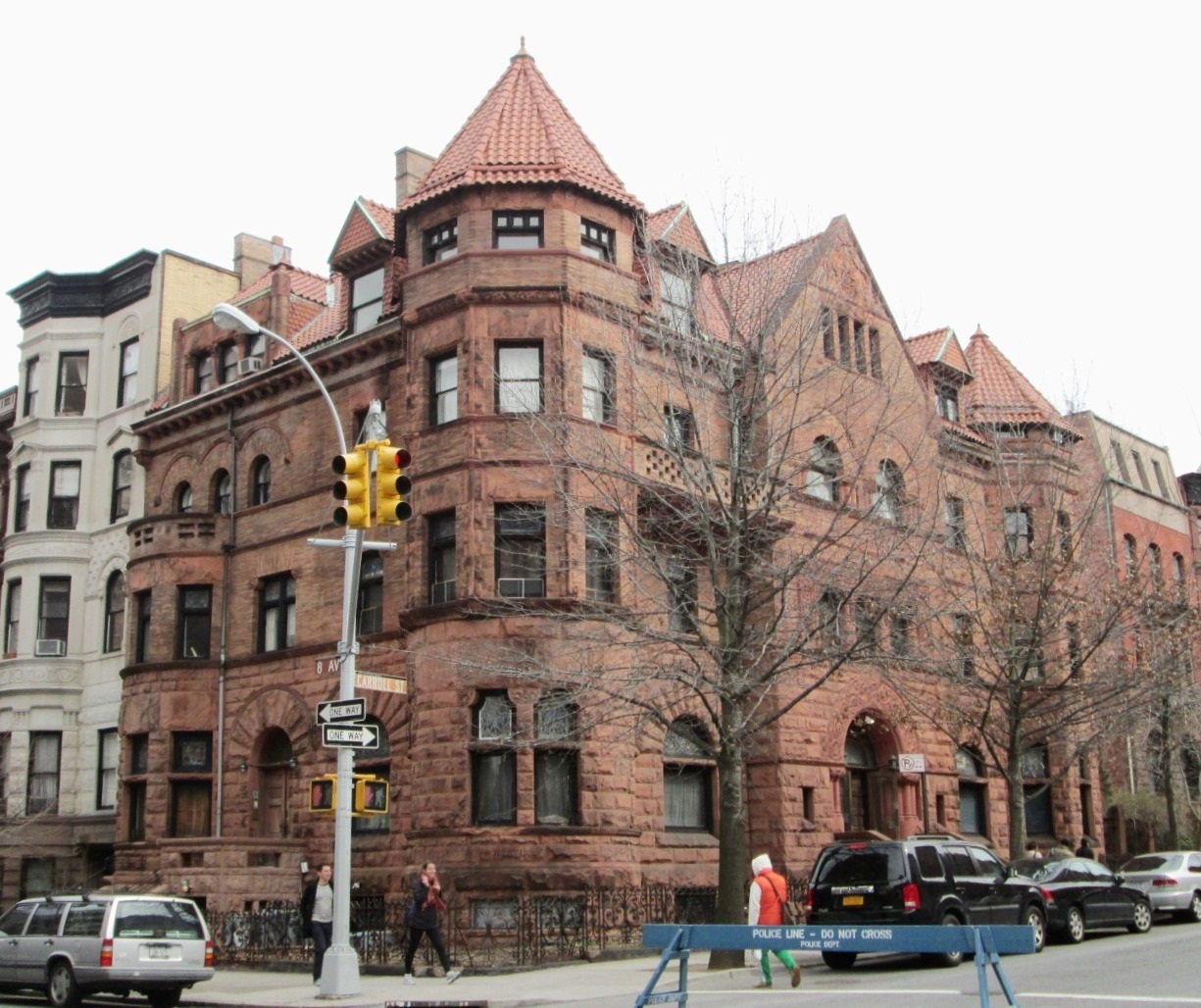
Adams House à Brooklyn, construite en 1888

## Sources
- (en) Cet article est partiellement ou en totalité issu de l’article de Wikipédia en anglais intitulé « Richardsonian Romanesque » (voir la liste des auteurs).